# Opferfund von Egebak

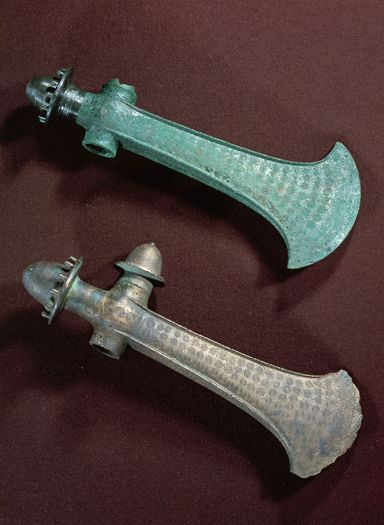
Äxte von Egebak

Der Opferfund von Egebak, bei Jerslev östlich von Brønderslev im Vendsyssel in Jütland in Dänemark (Fundort), illustriert ein wesentliches Element bronzezeitlicher (1500–1300 v. Chr.) Opfersitten, bei denen paarweise Schmuck oder andere Objekte mit zeremonieller Funktion deponiert wurden.
Im Vendsyssel sind in jüngster Zeit Erkenntnisse über diese Kategorie (dänisch Offergaverne) entstanden. In Viby auf Seeland wurde 1977 eine Kultaxt gefunden, die ein Jahr später vom Nationalmuseum der Presse vorgestellt wurde und auf dem Hof Egebak das Interesse weckte, da ein solcher Fund auch hier gemacht wurde. Das kontaktierte Museum in Hjørring unternahm eine Prüfung der Fundstelle. Diese führte zur Entdeckung einer zweiten Axt. Die Ausgrabung ergab, dass beide dekorierte Äxte aufeinander lagen und in einer Schachtel aus Rinde deponiert wurden. Die große Axt ist 48 cm lang und wiegt 7,1 kg. Die kleine ist 46 cm lang und wiegt 5,2 kg. Auf beiden Breitseiten sind die beiden Äxte mit einem komplexen, zusammenhängenden Spiralmuster versehen. Die Dekoration ist mit einem dünnen Bronzedraht ausgeführt. Man drückte ihn vor dem Gießen in das weiche Wachs der Form. In den 1980er Jahren bildeten vier große Kultäxte (dänisch kultøkse) zwei fast identische Axtpaare (Viby, Egebak); die anderen Kultäxte wurden einzeln gefunden. Die Funde der Äxte in Südwestnorwegen, entlang der schwedischen Kattegatküste, in Nordjütland, auf Fünen und Seeland zeugen vom Austausch zwischen diesen Gebieten.